# Tommaso Ceva
Tommaso Ceva (n. 20 decembrie 1648 la Milano - d. 3 februarie 1737 la Milano) a fost un matematician și poet iezuit italian.
A fost fratele matematicianului Giovanni Ceva.
A urmat o școală iezuită.
A fost profesor de matematică la colegiul iezuit Brera din Milano.
Unul dintre elevii săi a fost Giovanni Girolamo Saccheri.
A fost primul matematician care a popularizat descoperirile lui Newton în Italia.
A inventat un aparat cu care a operat mecanic trisecțiunea unghiului.

## Scrieri
- 1669: De natura gravium (Milano)
- 1699: Opuscula mathematica, lucrare în care tratează probleme de aritmetică, geometrie, gravitație și descrie cicloida anomală
- Philosophia novo antiqua.